# Palestina 194
Palestina 194 é o nome dado à campanha diplomática empreendida a Autoridade Nacional Palestina visando a ascensão do Estado da Palestina às Nações Unidas, tendo recebido esta denominação em referência ao fato de que a Palestina seria o 194º Estado-membro das Nações Unidas, caso reconhecida. A campanha integra uma estratégia de reconhecimento internacional do Estado Palestina considerando as fronteiras anteriores a Guerra dos Seis Dias e, portanto, Jerusalém Oriental como sua capital. A iniciativa surgiu durante o impasse nas negociações com Israel após a recusa em retirar as colônias israelenses da Faixa de Gaza, considerado um retrocesso nas negociações pelos palestinos. Entre 2009 e 2011, mais precisamente, a "Palestina 194" ganhou proeminência nas Sessões da Assembleia Geral das Nações Unidas, com o envio de uma solicitação formal pelo Presidente Mahmoud Abbas ao então Secretário-geral Ban Ki-moon. Em 29 de novembro de 2012, através da Resolução 67/19, a Assembleia Geral admitiu o Estado da Palestina como Observador da instituição.
A proposta foi formalmente endossada pela Liga Árabe em maio de 2011 e confirmada pela Organização para a Libertação da Palestina em 26 de junho do mesmo ano. A decisão têm sido descrita pelo governo israelense como uma "medida unilateral", enquanto o governo palestino declara como uma forma vital de solucionar os impasses políticos entre os dois países. Diversos outros países, como Alemanha e Canadá, rejeitaram a decisão e conclamaram um retorno futuro às negociações. Por outro lado, outros como Noruega e Rússia, apoiam a medida. O Secretariado das Nações Unidas, no entanto, resume a questão afirmando que: "Os Membros das Nações Unidas têm o direito de votar a favor ou contra o reconhecimento do Estado Palestino".

## Antecedentes

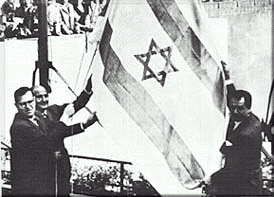
Delegação israelense comemorando sua adesão às Nações Unidas, em maio de 1949.

Em 29 de novembro de 1947, a Assembleia Geral das Nações Unidas aprovou um plano de partilha, pondo fim ao Mandato Britânico da Palestina e determinando a divisão de seu território entre autoridades árabes e israelenses. Contudo, a proposta foi rejeitada por árabes palestinos e pela Liga Árabe. O Mandato Britânico expirou em 15 de maio de 1948 e no mesmo dia Israel declarou sua Independência, apropriando-se de territórios circunvizinhos. O subsequente conflito árabe-israelense, que teria um trégua com a assinatura do Armistício de 1949, resultou na demarcação da Faixa de Gaza até o Egito, da Cisjordânia até a Jordânia e das Colinas de Golã até a Síria. Outras questões seriam levantadas em 1967, quando Israel venceu a Guerra dos Seis Dias e ocupou todo o território antes em posse das autoridades árabes. 
Em 22 de novembro de 1974, a Organização para a Libertação da Palestina foi reconhecida como Membro-Observador pelas Nações Unidas, sendo reconhecida como representante legítima do povo palestino. Em 15 de novembro de 1988, durante sessão extraordinária, o Conselho Nacional Palestino decretou a fundação do Estado da Palestina, citando a Partilha de 1947 como base territorial. Em concordância com a declaração, as Nações Unidas concedeu a condição de "Observador" à OLP sob a nomenclatura genérica de "Palestina". 
Em sessão do Conselho de Segurança em 1989, a OLP certificou que 94 Estados-membros da organização (maioria à época) reconheciam a soberania da Palestina. Posteriormente, o governo palestino passou a candidatar-se para membresia de diversas agências especializadas, tendo todas as investidas frustradas pela pressão dos Estados Unidos em suspender seu financiamento à entidades que reconhecessem o Estado árabe. Como consequência, em novembro de 1989, a Liga Árabe propôs uma resolução da Assembleia Geral que reconhecesse formalmente a OLP como o governo da Palestina. A proposta, contudo, foi barrada por pressão do governo norte-americano. 
Nos anos seguintes, a OLP comprometeu-se a negociações de paz com Israel mediadas pela comunidade internacional. Tais negociações tiveram início com a Conferência de Madrid em 1991 e levaram à assinatura dos Acordos de Oslo em 1993, que permitiu a criação da Autoridade Nacional Palestina. Em 2002, o Quarteto do Oriente Médio desenvolveu o chamado "Mapa de Caminho" na tentativa de alcançar uma solução viável para o conflito.
Israel foi admitida nas Nações Unidas em maio de 1949, em sua terceira candidatura. A resolução final que aprovou sua admissão condicionava, no entanto, a implementação do Plano de Partilha de 1947.

### Causas

Fronteiras definidas pelo Plano de Partilha de 1947:
Estado judeu
Estado árabe
Possessões árabes
Corpus separatum

A busca pela admissão como Estado-membro da Nações Unidas é tida como resultado da crescente frustração entre os palestinos pela falta de progresso nas negociações e sobre a contínua expansão territorial de Israel na Faixa de Gaza. Em 2008, o jornal estadunidense The New York Times divulgou que havia "até mesmo entre os palestinos moderados, a crença de que a solução dos dois Estados estava comprometida". O estudioso judeu Abdallah Schleifer descreveu "um senso de desespero entre os palestinos, de que estão sendo deixados para trás, de que o foco das negociações (...) havia fracassado". Em agosto de 2008, o Grupo Palestino de Estratégia, composto de por oficiais do governo, pesquisadores e conselheiros, publicou uma nova posição estratégica recomendando que a liderança transferisse as questões do conflito para apreciação das Nações Unidas. A nota destacava ainda que, dada a intransigência do governo israelense, a opção de mediador as negociações não era mais viável.
Uma das queixas entre os palestinos sobre as negociações de paz é a incapacidade da OLP em negociar com Israel de igual para igual. A organização, inclusive, já chegou a afirmar que o reconhecimento do Estado Palestino seria uma oportunidade de nivelar formalmente o diálogo entre as duas partes, criando uma situação mais igualitária. 
Em 2009, o governo do Primeiro-ministro Salam Fayyad desenvolveu um programa construtivo visando instituições capazes de governar efetivamente apesar da ocupação. A medida foi publicada em agosto e estipulava um prazo de dois anos para o estabelecimento de um Estado palestino. O plano recebeu apoio da União Europeia, que proveu assistência financeira e prática para seu desenvolvimento. Ainda no mesmo ano, Barack Obama tornou-se o primeiro presidente estadunidense a considerar publicamente as Fronteiras de 1967 como base para o território palestino, além de mediar diretamente as negociações entre os dois governos no ano seguinte e defender uma resolução para o conflito na Assembleia Geral. Todavia, quando o Primeiro-ministro Benjamin Netanyahu recusou-se a estender a moratória de governo sobre a construção de colônias na Faixa de Gaza, as negociações voltaram a regredir. O Presidente palestino Mahmoud Abbas, por sua vez, categorizou as colônias como "ações unilaterais voltadas à imposição de um obstáculo ao processo de paz".
Antes do fim de 2010, o Banco Mundial lançou um relatório considerando a Autoridade Nacional Palestina "bem intencionada em estabelecer um Estado soberano" a qualquer momento futuro. O relatório destacava, contudo, que o novo país permaneceria dependente de auxílio externo caso o setor privado não fosse estimulado. Em dezembro, a União Europeia e vários de seus Estados-membros concordaram em reconhecer diplomaticamente representantes palestinos em seus territórios. Em abril de 2011, a Coordenadoria das Nações Unidas para o Oriente Médio publicou um relatório sobre o progresso das negociações, descrevendo aspectos de sua administração como "suficientes para um Estado independente". Um colocação similar havia sido defendida pelo Fundo Monetário Internacional.

## Campanha

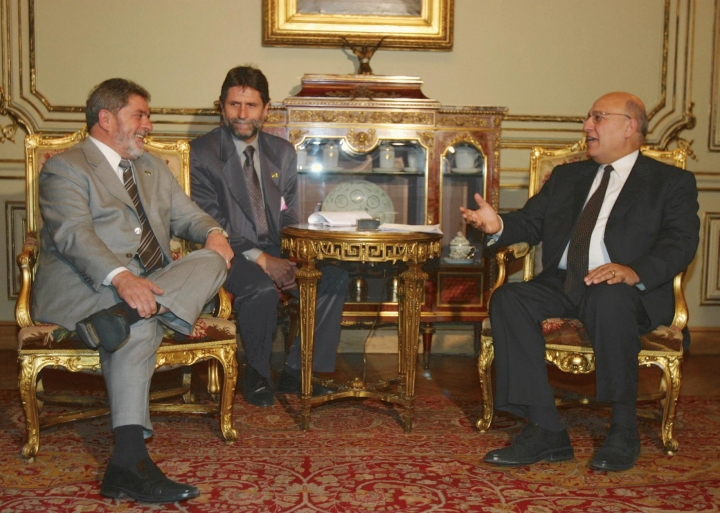
Presidente Lula da Silva e o Primeiro-ministro palestino Nabil Shaath, em 2003.

Os esforços diplomáticos pelo reconhecimento da Palestina ganharam fôlego por um momento após uma sucessão de apoios de países da América Sul e 2011. Delegações chefiadas por Mahmoud Abbas, Yasser Abed Rabbo, Riyad al-Maliki, Saeb Erekat, Nabil Shaath e Riyad Mansour visitaram muitos destes países em busca de apoio. Embaixadores palestinos, assistidos por representantes diplomáticos de outras nações do mundo árabe, foram incumbidos de garantir o apoio dos países onde estivessem em missão. Nas preliminares das votações pela proposta, Rússia, Espanha e China declararam seu apoio à questão palestina, assim como procederam organizações internacionais, como a União Africana e o Movimento Não Alinhado. Samir Awad, especialista em política da Universidade de Birzeit, afirmou que Abbas havia falhado em "prosseguir com a proposta" como resultado da pressão norte-americana.

### Resistências
Com o crescente apoio pela afirmação palestina, o governo israelense passou a promover também resistências. Logo em seguida, Alemanha, Itália, Canadá e os Estados Unidos anunciaram publicamente que votariam contra a resolução. Diplomatas israelenses e estadunidenses iniciaram uma política de convencimento de outros países a votar contra ou abster seus votos sobre a questão. Contudo, por conta da "maioria direta" obtida pelos palestinos na Assembleia Geral, Benjamin Netanyahu reconheceu seu provável insucesso em deter a aprovação da medida. Em agosto daquele ano, o Haaretz divulgou uma fala do Alto Representante israelense Ron Prosor, afirmando que seu país não tinha mais chances de alterar o curso da resolução na Assembleia Geral. "O máximo que podemos esperar é abstenção ou voto contrário por alguns países", afirmou o diplomata israelense na ocasião.
Em contrapartida, o governo israelense voltou-se para a obtenção de uma "maioria moral" entre as principais potências democráticas, em tentativa de relativizar o peso do voto palestino. A Palestina conta com apoio significante, como o da União Europeia, que até então não havia divulgado sua posição oficial. Catherine Asthon, chefe da diplomacia europeia, havia afirmado que o voto dependeria da significância da resolução. Em fins de agosto, o Ministro da Defesa israelense Ehud Barak confirmou a intenção de seu país em influenciar o texto da resolução.